# Cassini (månekrater)
Cassini er et nedslagskrater på Månen. Det befinder sig i Palus Nebularum i den østlige ende af Mare Imbrium på Månens forside. Det er opkaldt efter den italiensk-franske astronom Giovanni Domenico Cassini (1625 – 1712) og den franske astronom Jacques Cassini (1677 – 1756).
Navnet blev officielt tildelt af den Internationale Astronomiske Union (IAU) i 1935. 

## Omgivelser
Nordøst for Cassinikrateret ligger forbjerget Promontorium Agassiz, den sydlige spids af Montes Alpes-bjergkæden. Syd-sydøst for ligger Theaetetuskrateret. Nordvest for findes den enlige top Mons Piton. 

## Karakteristika
Kraterbunden er oversvømmet og er sandsynligvis af samme alder som det omgivende mare. Overfladen er overstrøet med mange nedslag, herunder et par betydelige kratere, som helt ligger inden for randen. Cassini A er det største af disse to og ligger lige nordøst for kraterets centrum. Et bakket højderygsområde løber fra dette indre krater mod sydøst. Nær den sydvestlige rand ligger det mindre krater Cassini B.
Kratervæggene er smalle og irregulære af form, men er forblevet intakte trods oversvømmelsen. Bag kraterranden findes en betydelig og irregulær ydre vold.
Af ukendte grunde er dette krater udeladt fra tidlige månekort. Krateret er imidlertid ikke nyt, så udeladelsen må have været en fejl fra korttegnernes side.

## Satellitkratere
De kratere, som kaldes satellitter, er små kratere beliggende i eller nær hovedkrateret. Deres dannelse er sædvanligvis sket uafhængigt af dette, men de får samme navn som hovedkrateret med tilføjelse af et stort bogstav. På kort over Månen er det en konvention at identificere dem ved at placere dette bogstav på den side af satellitkraterets midte, som ligger nærmest hovedkrateret. Cassinikrateret har følgende satellitkratere:
| Cassini | Længde  | Bredde | Diameter |
| ------- | ------- | ------ | -------- |
| A       | 40,5° N | 4,8° Ø | 15 km    |
| B       | 39,9° N | 3,9° Ø | 9 km     |
| C       | 41,7° N | 7,8° Ø | 14 km    |
| E       | 42,9° N | 7,3° Ø | 10 km    |
| F       | 40,9° N | 7,3° Ø | 7 km     |
| G       | 44,7° N | 5,5° Ø | 5 km     |
| K       | 45,2° N | 4,1° Ø | 4 km     |
| L       | 44,0° N | 4,5° Ø | 6 km     |
| M       | 41,3° N | 3,7° Ø | 8 km     |
| P       | 44,7° N | 1,9° Ø | 4 km     |
| W       | 42,3° N | 4,3° Ø | 6 km     |
| X       | 43,9° N | 7,9° Ø | 4 km     |
| Y       | 41,9° N | 2,2° Ø | 3 km     |
| Z       | 43,4° N | 2,3° Ø | 4 km     |

## Måneatlas
- Billeder af Cassinikrateret i LPI-måneatlasset